# Zephyr Records (jazz)
Zephyr Records is een Brits platenlabel, dat jazz uitbrengt. Het werd in 1995 opgericht door John Bune en is gevestigd in Bosham, West Sussex. Het label lijkt al enige jaren niet meer actief te zijn.
Musici die op het label uitkwamen zijn onder meer Brian Lemon, Ruby Braff, Warren Vaché, George Masso, Howard Alden (met Dave Cliff), Alan Barnes en Tony Coe.